# Gersemia uvaeformis
Gersemia uvaeformis är en korallart som först beskrevs av May 1900.  Gersemia uvaeformis ingår i släktet Gersemia och familjen Nephtheidae. Inga underarter finns listade i Catalogue of Life.